# 운동초등학교
운동초등학교는 대한민국 충청북도 청주시 상당구 용암동에 있는 공립 초등학교다.

## 학교 연혁
- 1971년 11월 30일 청원군 남일국민학교 운동분교장 설립인가
- 1974년 10월 18일 운동국민학교 개교
- 1982년 3월 10일 병설유치원 1학급 개설
- 1990년 8월 1일 행정구역 개편으로 청주시로 편입
- 1996년 3월 1일 운동초등학교로 개칭
- 2006년 2월 15일 학교 이전 신축 공사로 죽림초등학교로 이사
- 2007년 3월 1일 11학급 편성, 유치원 1학급, 현 위치로 이전
- 2023년 1월 4일 제47회 졸업식(졸업생 총 누계 2,593명)
- 2023년 3월 1일 34학급(특수학급 2학급포함), 유치원 2학급편성
- 2023년 3월 1일 제23대 류봉순 교장 부임

## 참고 자료
- 운동초등학교 - 한국교육학술정보원 학교알리미